# ریزانبوه‌دندان
ریزانبوه‌دندان (نام علمی: Micropycnodon) نام یک سرده از راسته انبوه‌دندان‌ریختان است.